# アルノ・ババジャニアン

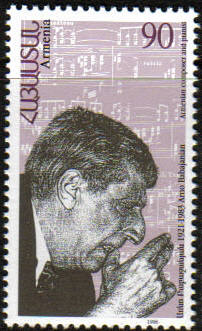
ババジャニアンの切手

アルノ・ババジャニアン（アルメニア語: Առնո Բաբաջանյան；ロシア語: Арно́ Арутю́нович Бабаджаня́н, ラテン文字:Arno Babadzhanian、1921年1月22日 - 1983年11月11日）は、アルメニアの作曲家でピアニスト。民族的色彩の強い作品を残す。

## 経歴
1921年、エレバン出身。エレバン音楽院で学んだ後、1947年にモスクワ音楽院に行き、ピアノと作曲を専攻した。1950年、アルメニアに戻りピアニスト兼母校の教師として活動を始めた。この年に2つのピアノのための「アルメニア狂詩曲」を作曲し代表作の1つになった。
1952年に「ピアノトリオ」を作曲、1954年にオーケストラのための「詩的狂詩曲」を作曲した。1959年に「ヴァイオリンとピアノのためのソナタ」を作曲、ムスティスラフ・ロストロポーヴィチに「チェロ協奏曲」を献呈した。1965年にはピアノのための「6枚の描写」を作曲。1981年にはピアノのための「ノクターン」、ジャズ・アンサンブルのための交響曲を作曲した。他に室内楽、歌曲、映画音楽を作曲している。
1983年、モスクワで死去。

## 受賞・栄典

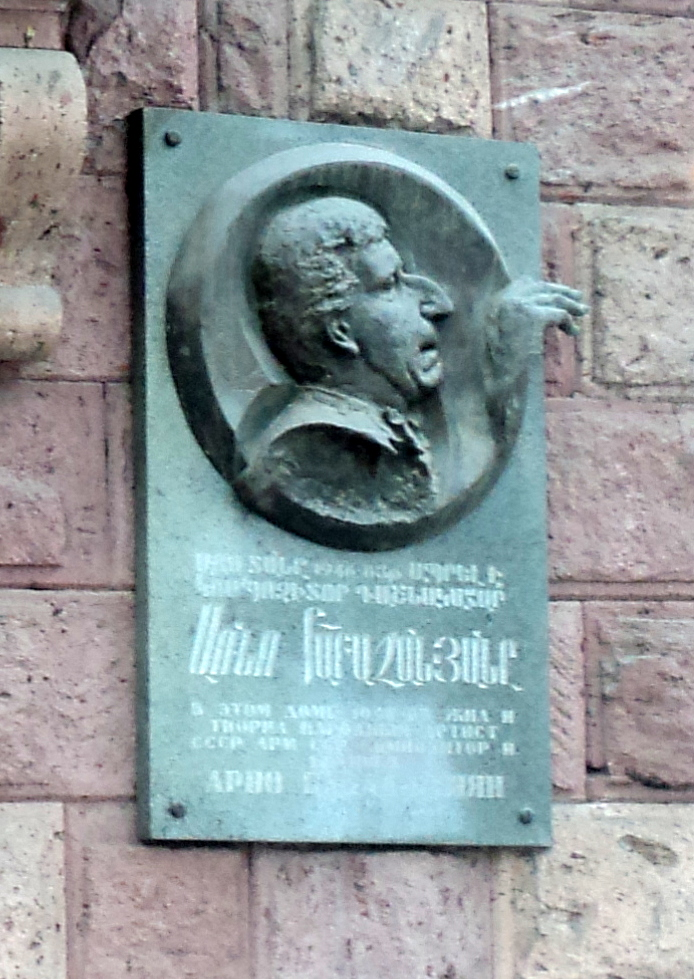
エレバンにある記念プレート

- 1950年：ピアノと管弦楽のための「英雄的バラード」でスターリン賞と労働赤旗勲章を受章。
- 1956年：アルメニア共和国人民芸術家
- 1971年：ソ連人民芸術家
- 1974年6月：第3回東京音楽祭にてムスリム・マゴマエフの歌った『観覧車』(ロシア語: Чёртово колесо、作詞：エフトゥシェンコ)により作曲賞を受賞。

## 文献
- Arno Arutjunowitsch Babadshanjan: Musik in Geschichte und Gegenwart. S. 4173, MGG (alt) Bd. 15, S. 367, Bärenreiter, 1986.
- Arno (Arutjunovic) Babajanyan: Musik in Geschichte und Gegenwart MGG (neu) Personenteil 1, 1241-1242, Bärenreiter, 1999.